# Danvers (Minnesota)
Danvers es una ciudad ubicada en el condado de Swift en el estado estadounidense de Minnesota. En el Censo de 2010 tenía una población de 97 habitantes y una densidad poblacional de 50,41 personas por km².

## Geografía
Danvers se encuentra ubicada en las coordenadas 45°16′51″N 95°45′21″O / 45.28083, -95.75583. Según la Oficina del Censo de los Estados Unidos, Danvers tiene una superficie total de 1.92 km², de la cual 1.92 km² corresponden a tierra firme y (0%) 0 km² es agua.

## Demografía
Según el censo de 2010, había 97 personas residiendo en Danvers. La densidad de población era de 50,41 hab./km². De los 97 habitantes, Danvers estaba compuesto por el 97.94% blancos, el 0% eran afroamericanos, el 0% eran amerindios, el 0% eran asiáticos, el 0% eran isleños del Pacífico, el 1.03% eran de otras razas y el 1.03% pertenecían a dos o más razas. Del total de la población el 1.03% eran hispanos o latinos de cualquier raza.